# Im tiefen Tal der Todeskralle
Im tiefen Tal der Todeskralle ist ein Theaterstück in 3 Akten von Boris von Brauchitsch aus dem Jahr 2014.

## Handlung
Erster Akt: Die Vorbereitungen für die documenta 16 sind in vollem Gange. Kuratiert wird die Ausstellung des Jahres 2027 von einem unzertrennlichen Zwillingspaar, den Geschwistern Natalia und Ben Grimmberger, die sich die Überzeugung teilen, dass Kunst grundsätzlich gesellschaftspolitisch nichts bewegen kann. Unterstützt von der „Pressemacht“ Tutti Schnorr und der grauen Eminenz, dem documenta-Geschäftsführer Linus Gollinger, suchen sie nach einem symbolträchtigen Werk für die Großausstellung. Auf Künstler wollen sie darüber hinaus eigentlich verzichten, da diese zu oft dazu neigen, kuratorische Konzepte zu stören. Lediglich der Sohn von Tutti Schnorr, Sebastian Castro, wird als real existierender Kreativer akzeptiert. Alle anderen Künstler der documenta sind Erfindungen des documenta-Teams.
Wie es der Zufall will, liest Linus Gollinger in der Morgenzeitung unter Vermischtes, dass bei Sotheby’s gerade ein eigenwilliger archäologischer Fund versteigert wird: ein großes blaues steinernes Ei, gefunden bei Grabungen in Allopachstan. Die Kuratoren schicken Sebastian Castro zur Auktion nach London. Die erfolgreiche Ersteigerung des Eis wird von ihm als Performance heimlich gefilmt und als erste Video-Arbeit der documenta öffentlich präsentiert.
Zweiter Akt: Als das Ei in Kassel aufgestellt wird, bricht ein Sturm der Entrüstung los. Proteste von Seiten Sotheby’s – wegen der illegalen Aufzeichnung – und von Seiten der Regierung Allopachstans – wegen inzwischen erfolgter archäologischer Forschungen, die im Ei die fehlende Bekrönung des allopachstanischen Nationalheiligtums erkannten. 
Das Ei wird zum Politikum. Die britische Regierung stellt sich vor ihr „Nationalheiligtum“ Sotheby’s und unterstellt – unterstützt von der Boulevard-Presse – den Deutschen Geheimdienstmethoden. Allopachstan schickt derweil Terroristen nach Kassel, um das documenta-Gelände zu sprengen und das Ei zu rauben. 
Dritter Akt: Arian Ansary, der einzige der Terroristen, der nicht bei der Fahndung gefasst wird, verliebt sich in Natalia, während Sebastian Castro sich mit Ben einlässt. Das Ei wird zurückgegeben, das documenta-Gelände nicht gesprengt. Auch mit England kommt es zu einer diplomatischen Lösung: Fortan wird die documenta in Liverpool stattfinden. Doch Deutschland musste sich verpflichten, Natalia nach Allopachstan und Ben nach Großbritannien auszuliefern. Dort soll ihnen jeweils ein Schauprozess gemacht werden. Ihnen gelingt aber die Flucht in letzter Minute.
Schließlich übernehmen Linus Gollinger und Tutti Schnorr als Kuratoren die letzte Kasseler documenta. Im Finale singen alle gemeinsam den Goodbye-Kassel-Song.

## Kritik
Die Deutsche Bühne schrieb über die Uraufführung am 22. Mai 2014: „‚Im tiefen Tal der Todeskralle‘ klingt stark nach René Pollesch, ist aber ganz von Brauchitsch – und in der Inszenierung von Patrick Schlösser, der sich damit als Schauspiel-Chef in Kassel verabschiedet, am Ort des Geschehens ein kleiner Knüller. Auch wenn die Konstruktion leicht hybrid geraten ist.“
Die Frankfurter Rundschau (Feuilleton vom 23. Mai 2014) erkannte eine Mischung aus „schlichten Gags“ und „intelligenten Anspielungen“: „Über weite Strecken eher Kabarett als Theater, will das Stück die Geschichte der Documenta erzählen, sich lustvoll lustig machen über die Worthülsen und Aufgeblasenheiten des Kunstbetriebs, die Schau als Marketing- und Medienereignis entlarven. Und fast nebenbei bietet es auch noch eine hemmungslos abstruse Handlung, die im Abschied der Documenta aus Kassel kulminiert".“